# Грантон (Вісконсин)
Грантон (англ. Granton) — селище (англ. village) в США, в окрузі Кларк штату Вісконсин. Населення — 381 особа (2020).

## Географія
Грантон розташований за координатами 44°35′19″ пн. ш. 90°27′43″ зх. д. / 44.58861° пн. ш. 90.46194° зх. д. (44.588493, -90.461977).  За даними Бюро перепису населення США в 2010 році селище мало площу 1,47 км², з яких 1,46 км² — суходіл та 0,01 км² — водойми.

## Демографія
Згідно з переписом 2010 року, у селищі мешкало 355 осіб у 151 домогосподарстві у складі 93 родин. Густота населення становила 241 особа/км².  Було 165 помешкань (112/км²).
Расовий склад населення:
| - 98,6 % — білих - 0,6 % — азіатів |

До двох чи більше рас належало 0,6 %. Частка іспаномовних становила 1,1 % від усіх жителів.
За віковим діапазоном населення розподілялося таким чином: 25,6 % — особи молодші 18 років, 59,2 % — особи у віці 18—64 років, 15,2 % — особи у віці 65 років та старші. Медіана віку мешканця становила 42,8 року. На 100 осіб жіночої статі у селищі припадало 105,2 чоловіків;  на 100 жінок у віці від 18 років та старших — 98,5 чоловіків також старших 18 років.
Середній дохід на одне домашнє господарство  становив 44 562 долари США (медіана — 37 917), а середній дохід на одну сім'ю — 48 129 доларів (медіана — 41 667). За межею бідності перебувало 24,5 % осіб, у тому числі 42,2 % дітей у віці до 18 років та 13,3 % осіб у віці 65 років та старших.
Цивільне працевлаштоване населення становило 162 особи. Основні галузі зайнятості: виробництво — 32,1 %, освіта, охорона здоров'я та соціальна допомога — 19,8 %, роздрібна торгівля — 11,7 %, фінанси, страхування та нерухомість — 5,6 %.